# Charles Harper Bennett

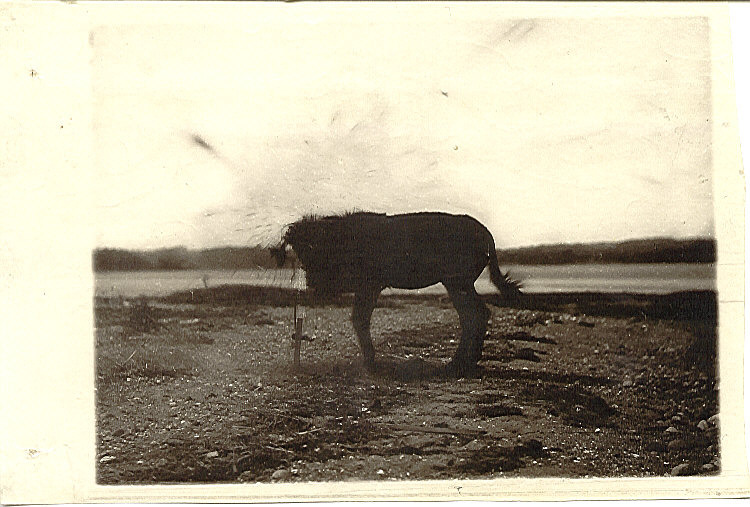
Mezek stále stojí, zatímco jeho hlava je zničená dynamitem, aby Charles Bennett demonstroval rychlost fotografie na základě nového procesu želatinové suché desky. Fotografie pořízená 6. června 1881, publikovaná ve Scientific American 24. září 1881.

Charles Harper Bennett (1840 Streatham – 18. března 1927 Sydney) byl anglický fotografický průkopník.

## Životopis
Vylepšil proces želatinového stříbra vyvinutý Richardem Leachem Maddoxem, nejprve v roce 1873 metodou vytvrzování emulze, čímž byla odolnější vůči tření, a později v roce 1878 Bennett zjistil, že prodlouženým zahříváním lze citlivost emulze výrazně zvýšit. Tato zvýšená výsledná citlivost umožnila fotografování za 1/25 sekundy, což připravilo cestu pro snímek.
Fotografie bezhlavého zvířete opakovaně přitahovala pozornost odborníků na historii fotografie. Charles Harper Bennett ji pořídil 6. června 1881. Bennett byl synem surreyského kloboučníka a v 70. letech 19. století zahájil podnikání s prodejem fotografického vybavení. V roce 1878, když se snažil najít způsob, jak zkrátit expozici, si uvědomil, že kolodiový proces nelze nijak urychlit a k okamžitému zafixování obrazu je zapotřebí zcela nové složení emulze. V té době další fotograf, anglický lékař Richard Leach Maddox, již v této oblasti dosáhl úspěchu a nahradil kolodium želatinou. Bennett se zavázal Maddoxovu metodu zdokonalit. Podařilo se mu snížit rychlost závěrky z několika sekund na 1/25 sekundy. Bennett se rozhodl demonstrovat tuto technologii a potřeboval efektivní demonstrační metodu. Přivázal dynamit na krk mezka, postavil kameru na stativ a potom vyhodil zvíře do vzduchu. Podařilo se mu pořídit snímek v okamžiku, kdy už hlava létala na kusy, ale tělo mezka pořád stálo a nemělo čas spadnout. To demonstrovalo vysokou rychlost fotografování. Popis experimentu a výsledky Bennettovy práce byly publikovány v časopise Scientific American. Technologie byla úspěšně implementována a Bennett získal patent. Tisk ho za týrání zvířat kritizoval. Protože Bennettův otec byl kloboučník, noviny začaly používat frázi „šílený jako kloboučník“ z „Alenky v říši divů“. Podle jiné verze byl experiment proveden z podnětu generála americké armády Henryho Larcoma Abbota a několik dalších vojenských pracovníků ze základny Willet's Point (New York) a fotograf s nimi neměl žádný přímý vztah.